# Polymerisationsgerät

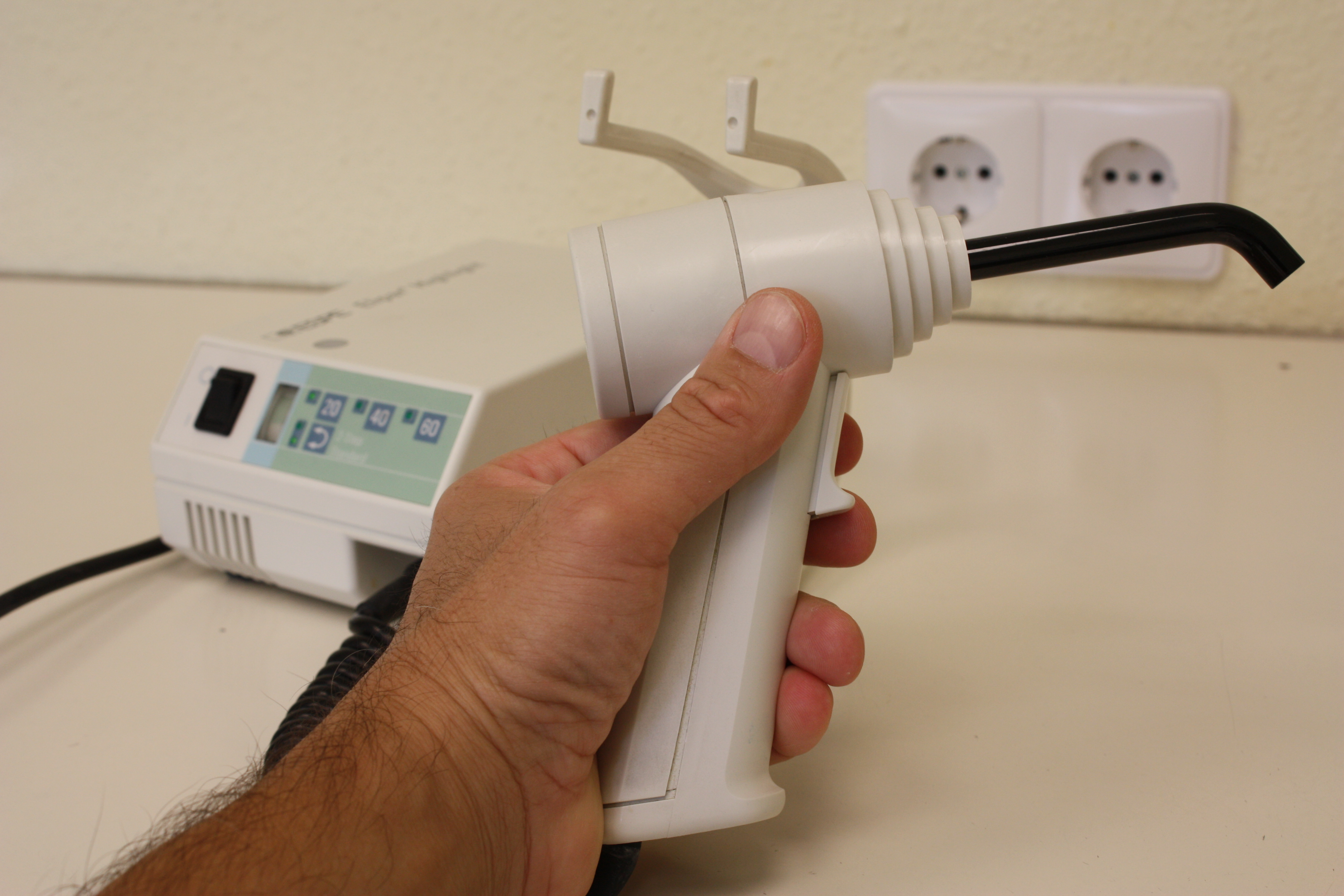
Polymerisationslampe

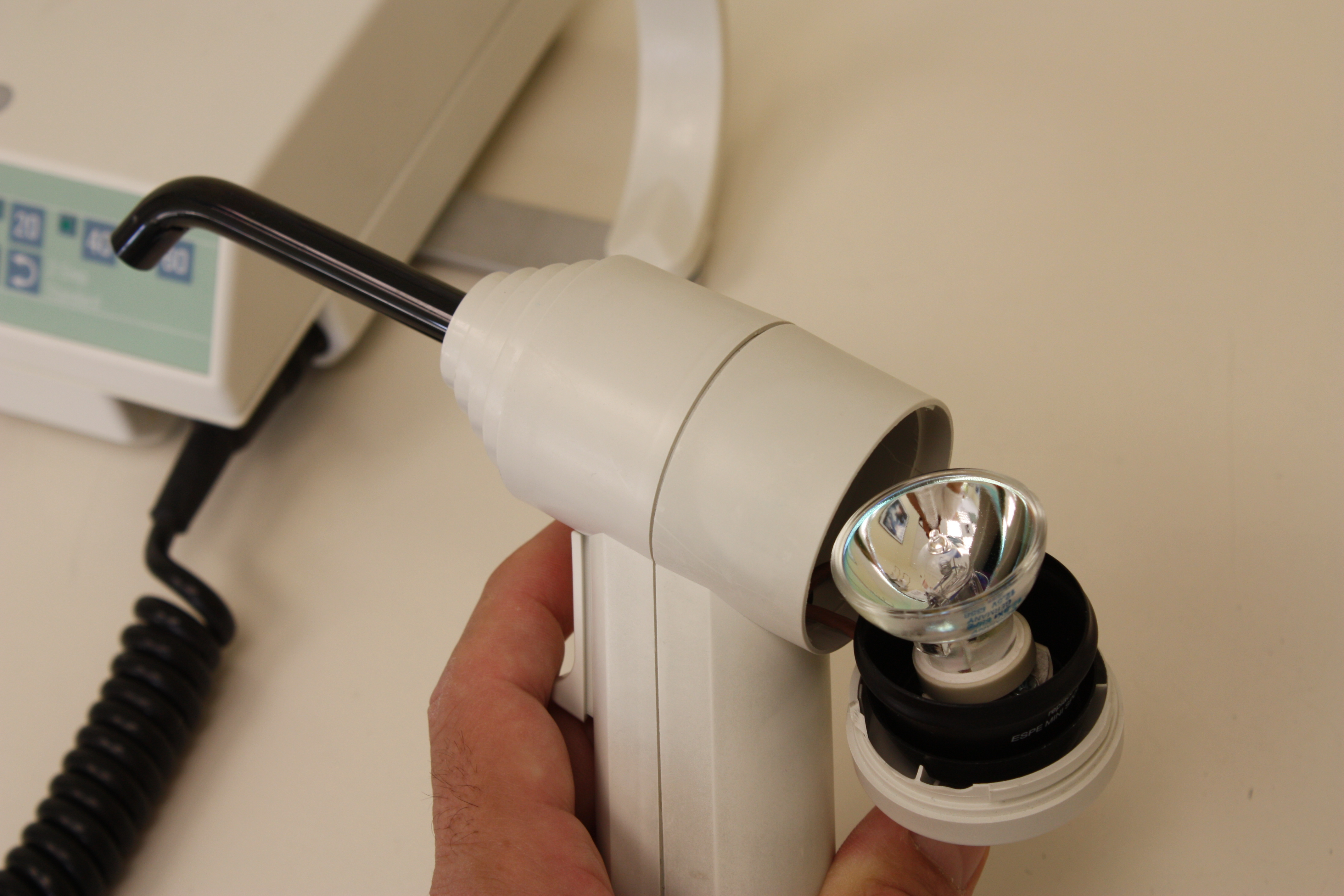
Halogenlampe herausgeschraubt

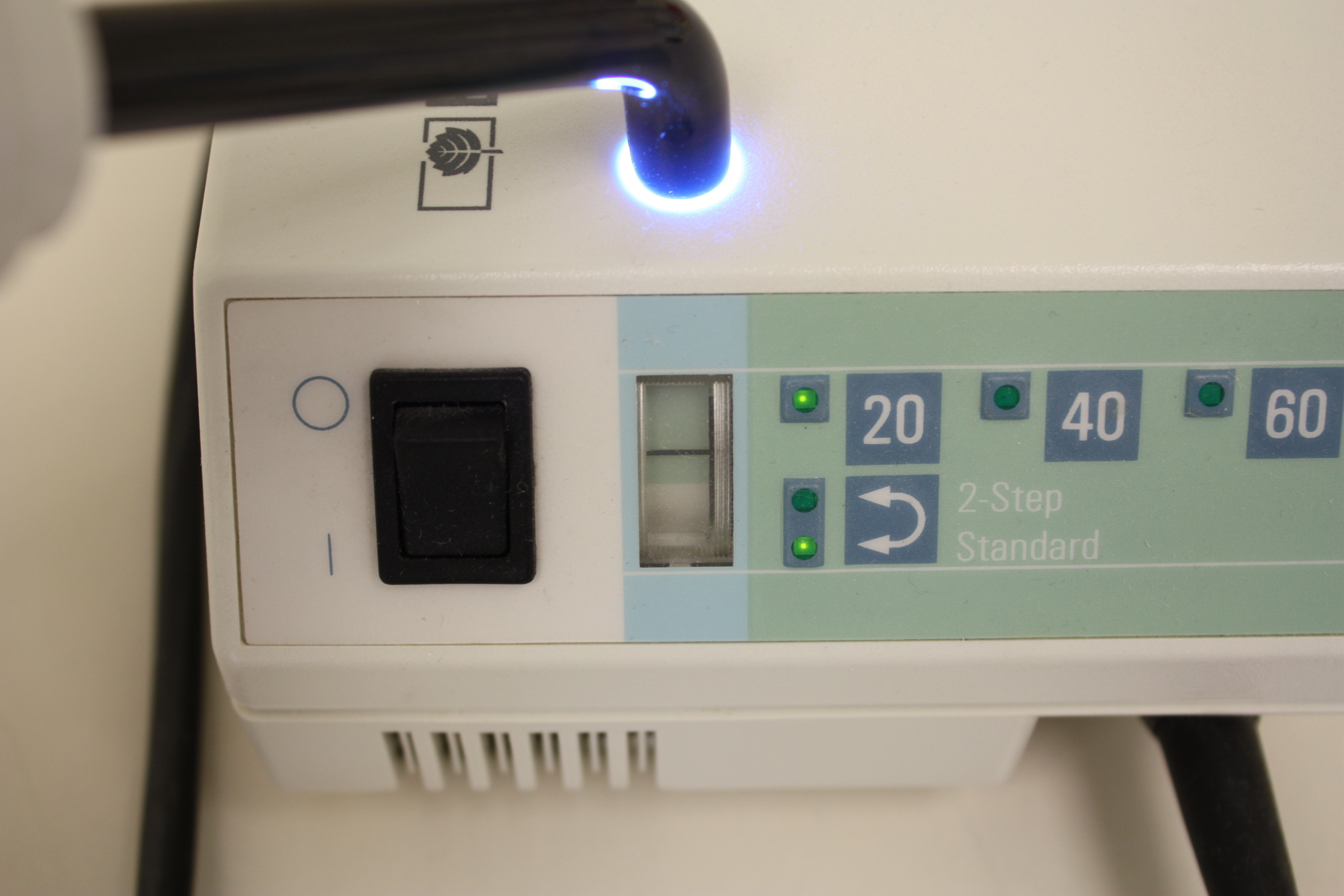
Monatliche Messung der Leuchtstärke

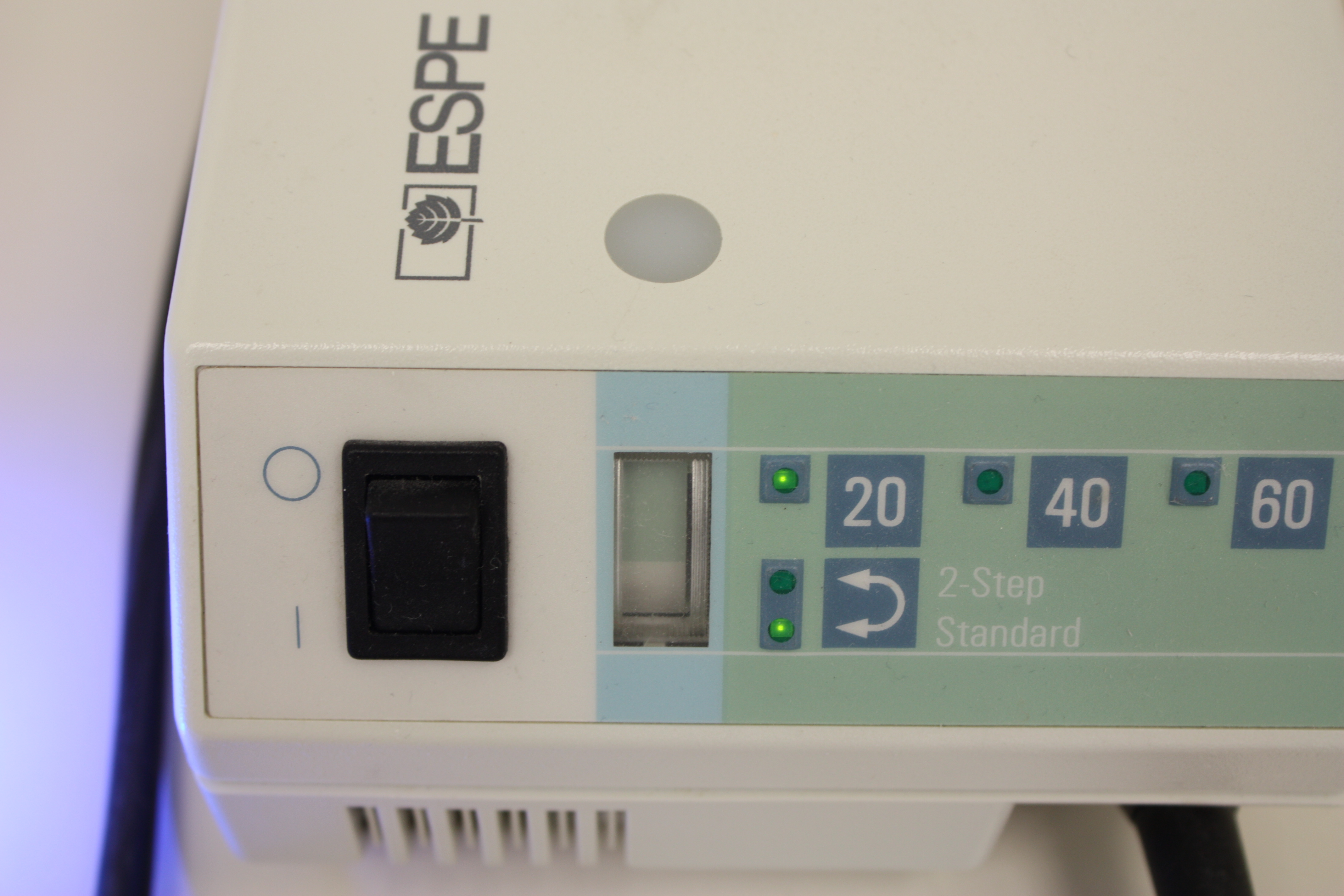
Soft-Start, hier als „2-Step“ bezeichnet

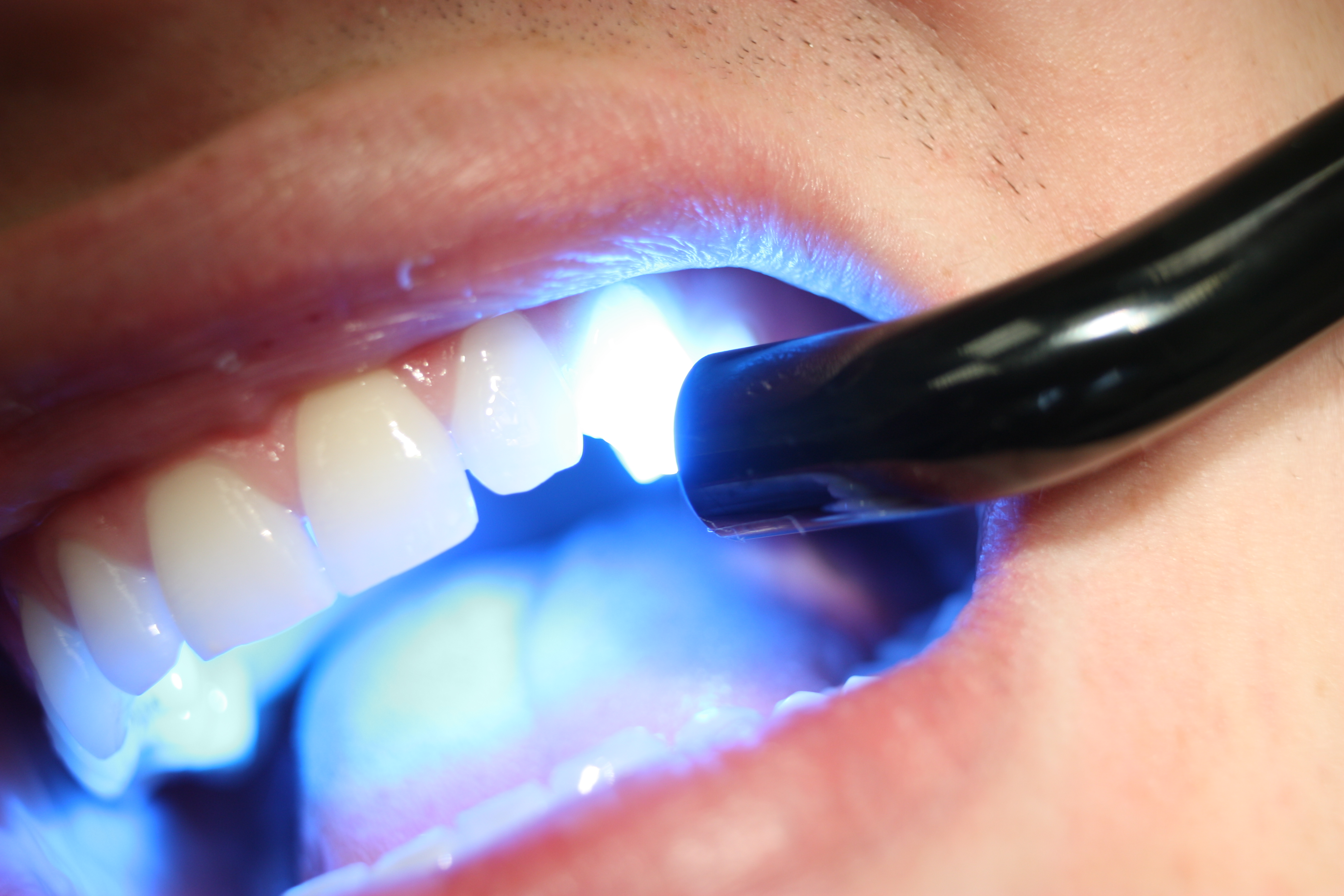
Polymerisationslampe im Einsatz

Mit einem Polymerisationsgerät erfolgt in der Zahnmedizin das Aushärten (Polymerisation) von Kompositfüllungen. Als Lichtquellen dienen Halogenglühlampen oder Leuchtdioden (LEDs). Weiterhin wird zwischen netz- und akkubetriebenen Geräten unterschieden. Letztere sind (da kabellos) flexibler in der Handhabung.
Polymerisationsgeräte müssen ein Kaltlicht (Kaltlichtquelle) erzeugen. Bei der erforderlichen hohen Leuchtdichte zur Lichthärtung der Kompositfüllung könnte ansonsten die mit der Lichterzeugung verbundene Wärmeentwicklung zur Schädigung der Zahnpulpa führen.

## Halogenlampen
Halogenlampen erzeugen als Glühlampen sehr viel Wärme. Ihre Lichtausbeute beträgt unter einem  Prozent. Solche Geräte müssen daher intensiv mit einem eingebauten Gebläse gekühlt werden. Halogenleuchten lassen im Verlauf von zwei bis fünf Jahren stark in ihrer Leuchtkraft nach.

## LED-Lampen
Geräte neueren Typs sind oft mit LEDs als Leuchtquelle ausgestattet. LEDs wurden zum ersten Mal im Jahr 1995 zur Photopolymerisation von Dentalkompositen in der Literatur vorgeschlagen. Mit einer Lichtausbeute von 7 %  erzeugen sie deutlich weniger Wärme als Halogenglühlampen und brauchen weniger Strom, weshalb man sie in Akkugeräten einsetzen kann. Auch LEDs weisen im Laufe der Jahre eine Abnahme der Leuchtstärke auf. Blaue LEDs strahlen mit einer Wellenlänge von 450–490 nm und sind damit gut für die Photoaktivierung von Campherchinon geeignet. Ein Überblick über die Entwicklung  LED-Polymerisationslampen  in der Zahnheilkunde wurde 2013 publiziert.
Studien haben ergeben, dass die vom Hersteller angegebene Leuchtdichte oft schon bei fabrikneuen Geräten unterschritten wird, im Alltagseinsatz in der Zahnarztpraxis stark abnimmt und oft nur noch 50 % der angegebenen Leuchtdichte vorhanden sind. 
Ausschlaggebend für die Lichtausbeute ist der Abstand zwischen Lampe und Füllung. Der Lichtstrahl tritt kegelförmig aus dem Lichtleiter aus, daher nimmt die Lichtleistung quadratisch mit dem Abstand ab.
Konventionelle Polymerisationslampen geben gleich beim Einschalten die volle Lichtleistung ab. Dagegen wird bei der Softstartpolymerisation in den ersten 10 bis 20 Sekunden mit reduzierter Lichtleistung gearbeitet und erst danach automatisch auf die volle Lichtleistung hochgeregelt. Das zugrundeliegende theoretische Konzept, die Reduktion der inneren Spannungen im Komposit, konnte allerdings weder in vivo noch in vitro bestätigt werden. Softstartpolymerisation schadet dem Behandlungsergebnis nicht, solange ausreichend Lichtleistung auf die Füllung gegeben wird, bringt aber auch keinerlei Vorteile.

## Energiedosis
Die erforderliche Energiedosis zum Auspolymerisieren von Kompositfüllungen beträgt 12.000 bis 16.000 mJ/cm² (12 – 16 J/cm²). Eine weitere Energiezufuhr über diese Energiedosis hinaus bringt keine bessere Polymerisation, es kann lediglich zu einer schädlichen Temperaturerhöhung auf dem Zahn kommen, die zur Pulpaschädigung führen könnte.
Polymerisation ist der Prozess zur Herstellung von Polymeren und Kunststoffen. Dabei entstehen aus Monomeren durch Kettenreaktionen Polymere. Dies erfolgt durch Initiatoren, welche die notwendige Energie zur Auslösung der Polymerisation bereitstellen. Im Verlauf des Prozesses wachsen die Polymerketten durch Propagation und werden durch Termination beendet. Die Polymerisation von Kompositen erfordert aufgrund der exponentiell abnehmenden Tiefenwirkung des aushärtenden Lichts bei tieferen Füllungen eine schichtweise Aushärtung oder Verlängerung der Lichthärtezeit. Die maximale Eindringtiefe des Lichts hängt von der Transluzenz des Kompositmaterials ab und kann von Material zu Material unterschiedlich sein.
Genaue Messungen der Lichtintensität sind mit der Ulbricht-Kugel möglich. Für die Praxis beschränkt man die Messung jedoch auf ein wesentlich preisgünstigeres Radiometer, das oft in den Geräten integriert ist.